# Union des Églises évangéliques arméniennes du Proche-Orient
L'Union des Églises évangéliques arméniennes du Proche-Orient (en arménien : Մերձաւոր Արեւելքի Հայ Աւետարանական Եկեղեցիներու Միութիւն, ՄԱՀԱԵՄ) est une association chrétienne d'églises réformées organisées dans les communautés arméniennes présentes au Proche-Orient (Liban, Syrie, Iran, Turquie, Égypte et Grèce) ainsi qu'en Australie. Elle est membre de l'Alliance réformée mondiale ainsi que du Conseil des Églises du Moyen-Orient.

## Histoire
L'Union est issue du mouvement missionnaire qui donna naissance à l'Église évangélique arménienne au XIXe siècle.